# Römerkeller Oberriexingen
Der Römerkeller Oberriexingen ist das kleinste Zweigmuseum des Archäologischen Landesmuseums Baden-Württemberg.

## Geografische Lage
Das Museum Römerkeller Oberriexingen liegt in Oberriexingen im Landkreis Ludwigsburg, mitten in einem (modernen) Wohngebiet.

## Geschichte
1891 fand der Oberförster Fribolin ein Relieffragment, das die Göttin Diana und den Heros Aktaion zeigt und damit auf den römischen Gutshof hinwies. 1957/58 schnitten Erdarbeiten die römische Villa an, als das heutige Wohngebiet bebaut wurde. Das Landesamt für Denkmalpflege Baden-Württemberg konnte bei der anschließenden archäologischen Ausgrabung das Hauptgebäude des Gutshofes untersuchen. Mit 42 m Länge und 25 m Breite, turmartigen Eckbauten und einer nach Süden gerichteten Säulenfront mit dahinterliegender Halle und Wohnräumen gehörte das Gebäude zu den typischen Gutshöfen der Region. Farbige Wandverputzreste sowie Glasteile von Gefäßen und Fenstern zeugten von hochwertiger Ausstattung der Wohnräume. Durch gefundenes Gebrauchsgeschirr und Terra Sigillata lässt sich die Anlage ins 2./3. Jahrhundert datieren.
Freigelegt wurde auch ein gut erhaltener Keller, der dank des persönlichen Einsatzes des damaligen Bürgermeisters Louis Geiger erhalten werden konnte. Der Bürgermeister kaufte das entsprechende Baugrundstück und stellte einen Teil seines Kellers als öffentlichen Zugang zum römischen Keller zur Verfügung. Im Keller wurden ein Steintisch gefunden sowie Säulenfragmente, die aus der darüberliegenden Halle in den Keller gestürzt waren. Das kleine Museum wurde 1962 als Zweigmuseum des Württembergischen Landesmuseums unter der Bezeichnung Römischer Weinkeller Oberriexingen eröffnet.
1991 bis 1994 wurde die Anlage saniert und mit einer neuen Dauerausstellung versehen. 2003 ging die fachliche Zuständigkeit vom Württembergischen Landesmuseum auf das Archäologische Landesmuseum Baden-Württemberg über. Seit 2005 heißt die Einrichtung Römerkeller Oberriexingen, da es keinen Nachweis über die ursprüngliche Verwendung des Kellers gibt und Weinbau zu römischer Zeit in der Gegend nicht nachgewiesen ist.

## Ausstellung
Das Museum besteht aus dem erhaltenen Römerkeller und einem angebauten Ausstellungsraum. Die Ausstellung informiert über die Besiedlung in der Römerzeit und die Funktionsweise römischer Gutshöfe. Geräte, Werkzeuge für Ackerbau und Viehzucht sowie Kultbilder von Gottheiten der Landbevölkerung sind als Originalfunde in Vitrinen ausgestellt.
Römerparcours
In Oberriexingen gibt es einen Römerparcours entlang von acht Tafeln, die über die römische Vergangenheit der Stadt Oberriexingen, die Villa rustica, den Römerkeller und zahlreiche Aspekte des römischen Landlebens informieren.

## Wissenswert
Der Eintritt in das Museum beträgt einen Sesterz in die Spendenkasse.